# Dalal Mughrabi
Dalal Mughrabi (em árabe: دلال المغربي; romaniz.: Dalāl al-Muɣrabī; ca. 1959 - 11 de março de 1978) foi uma militante e enfermeira palestina, membro da resistência Fatah da Organização de Libertação da Palestina (OLP) e dirigiu o movimento contra o estado de Israel. Em 1978 participou de uma operação contra as forças militares israelenses na estrada costeira de Israel. O ataque resultou no assassinato de 37 israelenses incluindo 13 crianças e um soldado.  Mughrabi e outros oito militantes morreram na execução da operação.